# Канава (фильм, 1954)
«Канава», известен также под названием «Сточная канава» (яп. どぶ: добу; англ. Ditch) — японский фильм-драма, поставленный режиссёром Канэто Синдо в 1954 году. «Канава» редко демонстрируется за пределами Японии и почти недоступна для зрителей. Некоторые критики отмечают особенную атмосферу тягостного путешествия в самые низы послевоенной Японии, великолепно сыгранный центральный женский образ и любопытную флешбэк-структуру повествования, которая убедительно демонстрирует пробуждающуюся человечность главной героини.

## Сюжет
Действие фильма развивается на задворках послевоенного Токио, в трущобах Каппанума. Здесь, в жалкой лачуге ютятся двое друзей — Току и Пин-тян. Фабричный рабочий Току однажды утром по дороге на работу находит валяющейся на земле странную женщину Цуру, которая просит поесть. Пожалев несчастную, он бросает ей кусок хлеба. Цуру выслеживает Току и вечером приходит в его жилище. Пин-тян, не довольный появлением этой женщины с явными психическими проблемами, говорит Току, чтоб тот не пускал её на порог. Однако, когда Цуру показывает им 1000 йен, сидящие на мели прохвосты пускают её, предоставив ей стол и ночлег.
Завод, на котором мужчины когда-то работали, закрыт из-за забастовки, и теперь они тратят всё время и деньги на велосипедных гонках. Уже на следующий день, проиграв деньги Цуру, они решают продать её в услужение богачу. Предельно вульгарная и крикливая Цуру будет возвращена богачом назад, и он потребует возврата залога за неё.
Пин-тян для того чтобы разжалобить Цуру, лжёт ей о том, что он бедный студент, у которого нет денег для обучения и потому он целыми днями бездельничает. Внешне безумная Цуру всё же наделена бесконечной добротой. У Цуру нет желания мстить двум проходимцам, продавшим её. Необычайная сила жизни толкает её вперёд, не даёт отчаяться и озлобиться. Поэтому Цуру соглашается ради своих новых «друзей» выйти на панель. В конце концов, все обитатели трущоб Каппанума начинают также эксплуатировать Цуру.
Когда однажды на Цуру накинутся другие проститутки и изобьют её, она в порыве отчаяния схватит плохо лежащий пистолет полицейского и будет палить из него на многолюдной площади. В результате Цуру будет застрелена полицией. На прощании с Цуру все жители посёлка осознают, как они были виноваты по отношению к предельно доброй и по-детски наивной девушке.

## В ролях
- Нобуко Отова — Цуру
- Дзюкити Уно — Пин-тян
- Тайдзи Тонояма — Току-сан
- Со Ямамура — директор
- Итиро Сугаи — Оба

…Нельзя сказать, что фильм «Канава», снятый японским режиссёром Канэто Синдо ещё в 1954 году, является заметным произведением кинематографа. Вроде бы и на родине мастера плохо знают эту картину. А она весьма неожиданна и во многих смыслах примечательна. Надо было бы отдельно подумать о том, как Синдо предвосхитил на несколько лет тематические и эстетические поиски европейского кино, а с другой стороны — явно переосмыслил японские традиции. И жанр ленты тоже необычен — наверно, это трагифарс.
- Каматари Фудзивара — Ясукити
- Киндзо Син — Тю
- Маюри Мокусё — Хироми
- Хироси Кондо — Тэруаки
- Тёко Иида — Тами
- Киндзо Син — Тадаси-сан
- Норико Хомма — Кунико
- Ёси Като — доктор

## Премьеры
- — национальная премьера фильма состоялась 27 июля 1954 года[3].
- — впервые показан российскому зрителю 29 сентября 2011 года в рамках ретроспективы фильмов Канэто Синдо в Москве (Киноконцертный зал ЦДХ)[1].

## Номинации
Кинопремия «Кинэма Дзюмпо» (1954)
- Фильм номинировался на премию «Кинэма Дзюмпо», однако по результатам голосования занял лишь 19 место[4].